# Reconvilier
Reconvilier é uma comuna da Suíça, situada na região administrativa de Jura Bernense, no cantão de Berna. Tem 8,23 km² de área e sua população em 2018 foi estimada em 2.317 habitantes.